# Paranthias
Paranthias là một chi cá biển thuộc phân họ Epinephelinae trong họ Cá mú. Chi này được lập ra bởi Guichenot vào năm 1868.

## Từ nguyên
Từ định danh được ghép bởi hai âm tiết trong tiếng Hy Lạp cổ đại: pará (παρά; "gần, bên cạnh") và anthías (ἀνθίας; Anthias, chi điển hình của phân họ cá mú Anthiinae).

## Các loài
Có 2 loài được công nhận trong chi này:
- Paranthias colonus (Valenciennes, 1846)
- Paranthias furcifer (Valenciennes, 1828)

## Phân loại
Nhiều cá thể là kết quả tạp giao giữa P. furcifer với cá mú Cephalopholis fulva đã được ghi nhận tại Cuba, Bermuda, cụm đảo Trindade và Martin Vaz, đảo san hô Rocas và quần đảo Fernando de Noronha. Những cá thể lai này từng được Felipe Poey mô tả là loài mới với các danh pháp là Menephorus dubius và M. punctiferus.
Dựa trên kết quả phân tích trình tự DNA, Craig và Hastings (2007) đã gộp Paranthias vào danh pháp đồng nghĩa của Cephalopholis. Điều này được một số nhà ngư học đồng tình, nhưng dựa trên đặc trưng hình thái thì Parenti và Randall (2020) vẫn tách biệt hai chi này. Cơ sở dữ liệu trực tuyến Catalog of Fishes tính đến năm 2022 vẫn công nhận tính hợp lệ của chi Paranthias.

## Đặc điểm và sinh thái
Chi Paranthias đặc trưng bởi miệng tương đối nhỏ, hàm trên nhô ra hơn so với các loài cá mú khác, răng nhỏ, lược mang nhiều và dài, và thân hình thoi thuôn dài, vây đuôi lõm sâu. Những đặc điểm này cho phép chúng thích nghi để ăn động vật phù du ở vùng nước mặt thoáng.
Paranthias thường kiếm ăn theo từng nhóm và nhanh chóng rút vào các rạn san hô khi gặp nguy hiểm. Chúng có thể được tìm thấy ở độ sâu đến hơn 120 m.